# Енчу
Енчу (рум. Enciu) — село у повіті Бистриця-Несеуд в Румунії. Входить до складу комуни Матей.
Село розташоване на відстані 323 км на північний захід від Бухареста, 21 км на південний захід від Бистриці, 57 км на північний схід від Клуж-Напоки.

## Населення
За даними перепису населення 2002 року у селі проживали 253 особи, з них 252 особи (99,6%) румунів. Усі жителі села рідною мовою назвали румунську.